# 1764 a tudományban
Az 1764. év a tudományban és a technikában.

## Fizika
- Joseph Black leírja a fajlagos hőt.

## Technika
- James Hargreaves megalkotja „forgó jenny”-t, egy szövőgépet.

## Díjak
- Copley-érem: John Canton

## Születések
- április 3. - John Abernethy sebész († 1831)
- szeptember 17. - John Goodricke csillagász († 1786)
- november 10. - Andrés Manuel del Río kémikus († 1849)
- Alexander Mackenzie felfedező († 1820)

## Halálozások
- november 20. - Christian Goldbach matematikus (* 1690)
- december 20. - Erik Pontoppidan dán püspök, ornitológus, történész (* 1698)